# Weeping Willows

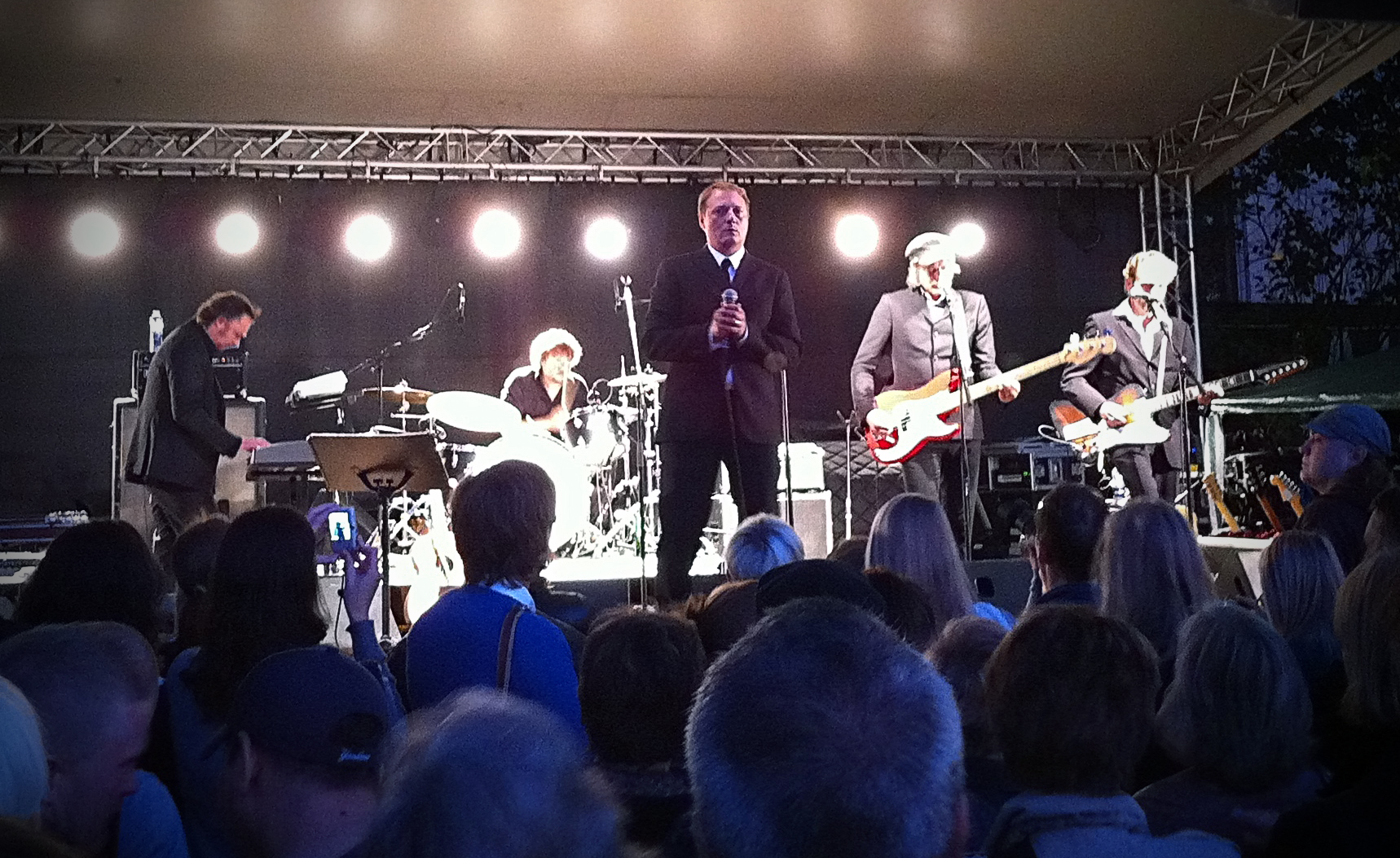
Actuación, 2011

Weeping Willows es un grupo sueco de indie rock que comenzó en 1995.

## Historia
Los primeros dos álbumes de la banda estaban influenciados por la música de los años 1950 y principios de los 60, en el tercero, se decantaron más por rock alternativo.
Su cantante Magnus Carlson ha publicado también álbumes con el grupo West End Girls, y el grupo también ha colaborado con otras bandas como Oasis.
Sus letras tratan típicamente sobre soledad, amor infeliz o desdicha.

## Miembros

### Actuales
- Magnus Carlson - Voz
- Ola Nyström – Guitarra, coro
- Anders Hernestam - Batería
- Niko Röhlcke – Guitarra, teclados

### En vivo
- Anders Kappelin - Bajo

## =Antiguos
- Stefan Axelsen - Bajo
- Mats Hedén - Teclados
- Thomas Sundgren - Percusión

## Discografía

### Álbumes
- 1997 – Broken Promise Land
- 1999 – Endless Night
- 2002 – Into the Light
- 2004 – Presence
- 2005 – Singles Again
- 2007 – Fear & Love
- 2019 – After Us

### DVD
- Live in Helsinki (2005)